# カッローダノ
カッローダノ（伊: Carrodano）は、イタリア共和国リグーリア州ラ・スペツィア県にある、人口約500人の基礎自治体（コムーネ）。

## 地理

### 位置・広がり
ラ・スペツィア県北部に所在する。

#### 隣接コムーネ
隣接するコムーネは以下の通り。
- ボルゲット・ディ・ヴァーラ
- カッロ
- デイヴァ・マリーナ
- フラムーラ
- レヴァント
- セスタ・ゴーダノ

### 地震分類
イタリアの地震リスク階級 (it) では、3 に分類される
。